# سید موسی دیباج
سید موسی دیباج (متولد ۱۳۳۵) فیلسوف ایرانی، دانشیار گروه فلسفه دانشگاه تهران و سردبیر نشریه مطالعات شرقی است. او از شاگردان احمد فردید بود و مدتی نیز سردبیری مجله نامه فلسفه را بر عهده داشت.

## آثار
- هرمنوتیک متن و اصالت آن (به ضمیمه هرمنوتیک قرآن)، سیدموسی دیباج، ناشر: دانشگاه تهران، موسسه انتشارات و چاپ، ۱۳۸۹
- مارتین هیدگر: پیش‌درآمدی به فلسفه او، جوزف کاکلمانس، سیدموسی دیباج، ناشر: حکمت ، ۱۳۸۰
- لیلیا، سیدموسی دیباج، ناشر: پیوند نو، ۱۳۸۲
- فلسفه و معماری، سیدموسی دیباج، حسین سلطان‌زاده، ناشر: دفتر پژوهشهای فرهنگی، ۱۳۷۷
- شعر و خانه ما: تحقیقی در معماری و ادب معاصر، سیدموسی دیباج، ناشر: پیوند نو، ۱۳۸۲
- درباره یقین، لودویگ ویتگنشتاین، سیدموسی دیباج (مترجم)، ناشر: تندیس ، ۱۳۸۰
- پرسش فلسفی «ایرانی بودن چیست؟»، سیدموسی دیباج، ناشر: مرکز بازشناسی اسلام و ایران، ۱۳۷۹
- آرا و عقاید سیداحمد فردید (مفردات فردیدی)، سیدموسی دیباج، ناشر: علم، ۱۳۸۶
- یادداشت‌ها: ۱۹۱۶ - ۱۹۱۴، لودویگ ویتگنشتاین، موسی دیباج (مترجم)، مریم حیات شاهی (مترجم)، ناشر: سعاد، ۱۳۸۵
- ماهیت معماری، سیدموسی دیباج، تهران: دفتر پژوهش‌های فرهنگی، ۱۳۹۱
- شعور معماری ایرانی: منابع تاریخی معماری ایرانی، سیدموسی دیباج، تهران: دفتر پژوهش‌های فرهنگی
- اصول ساده معماری واسازی
- معماری مساجد
- خواجه نصیرالدین طوسی